# 可逆圧縮
可逆圧縮（かぎゃくあっしゅく）とは、圧縮前のデータと、圧縮・展開の処理を経たデータが完全に等しくなるデータ圧縮方法のこと。ロスレス圧縮（ロスレスあっしゅく）、無歪み圧縮（むゆがみあっしゅく）とも呼ばれる。
アルゴリズムとしては連長圧縮、ハフマン符号、LZWなどが有名。
コンピュータ上でよく扱われるLZH、ZIP、CABや、画像圧縮形式のPNG、GIFなどが可逆圧縮である。

## アルゴリズム
すべてのデータを効果的に圧縮できる可逆圧縮アルゴリズムは存在しない（可逆圧縮の限界の節を参照）。そのため、データの種類によって多くのアルゴリズムが存在する。下記に主要な可逆圧縮方式を列挙する。

### データ全般
- 算術符号 - エントロピー符号の一種
- ハフマン符号 - エントロピー符号の一種
- LZ77、LZ78 - 辞書式圧縮（英語版）の一種
  - Lempel-Ziv-Markov chain-Algorithm (LZMA) - 7z、xzで使用される
  - Lempel–Ziv–Storer–Szymanski (LZSS) - WinRARでハフマン符号とともに使用される
    - Deflate - ZIP、gzip、PNGで使用される

  - Lempel–Ziv–Welch (LZW) - GIF、UNIX Compressで使用される
- ブロックソート - 圧縮の前処理で使用される可逆変換
- Prediction by Partial Matching (PPM) - プレーンテキストの圧縮で使用される
- 連長圧縮

### 音声
- ATRAC Advanced Lossless (AAL)
- Apple Lossless (ALAC)
- FLAC
- Monkey's Audio (APE)
- MPEG-4 ALS
- MPEG-4 SLS
- Shorten (SHN)
- TTA
- WavPack
- Windows Media Audio Lossless

### ラスターイメージ
- AV1 Image File Format (AVIF)
- JPEG XL - ロスレスモードあり
- JPEG XR - ロスレスモードあり
- Lossless JPEG
- Portable Network Graphics (PNG)
- QOI
- Tagged Image File Format (TIFF)
- WebP

## 可逆圧縮の限界
可逆圧縮アルゴリズムはすべての入力データに対して圧縮後のデータサイズが圧縮前より小さいことを保証できない。すなわち、どのような可逆圧縮アルゴリズムでも圧縮処理後にデータサイズが小さくならない入力データが存在し、また圧縮処理後にデータサイズが小さくなる入力データが存在する場合、圧縮処理後にデータサイズが大きくなる入力データも必ず存在する。前者の証明は下記の通り。
1. すべての入力データを小さくできるアルゴリズムの場合、アルゴリズムを繰り返して適用することでデータサイズを1ビットにできる。
2. しかし、1ビットでは記録できる情報が2種類しかなく、解凍が明らかに不可能である。
3. したがって、前提である「すべての入力データを小さくできるアルゴリズムが存在する」が成立しない。

後者の証明は鳩の巣原理を用いたものであり、下記の通りとなっている。
1. 「圧縮処理後にデータサイズが小さくなる入力データが存在し、圧縮処理後にデータサイズが大きくなる入力データが存在しない」と仮定する。
2. 圧縮処理後にデータサイズが小さくなる入力データのうち、最も小さい入力データをFとし、そのデータサイズをMとする。Fの圧縮処理後のデータサイズをNとする（MとNの単位はビット）。
3. 圧縮処理後にデータサイズが小さくなるため、N < Mである。さらに圧縮処理後にデータサイズが大きくなる入力データが存在しないため、Nビットのデータは圧縮処理後もNビットとなる。
4. Nビットのデータは2N種類ある。前述のNと合わせ、圧縮処理後にNビットとなるデータは少なくとも2N+1種類存在する。
5. しかしNビットのデータが2N種類しかないので、鳩の巣原理により少なくとも2種類のデータが圧縮後同じデータになり、解凍が不可能（どちらに戻すべきか判別できない）である。
6. したがって最初の仮定は誤りであり、「圧縮処理後にデータサイズが小さくなる入力データが存在しない」（可逆圧縮アルゴリズムではない）か「圧縮処理後にデータサイズが大きくなる入力データが存在する」となる。

このようにすべてのデータを圧縮できるアルゴリズムは数学上存在しえないが、インターネット・バブル期にはAdam's Platform（1998年）、NearZero（2001年）などそのようなアルゴリズムを発明したと主張するベンチャーが複数存在した。実際の処理では圧縮を行わず、入力データを別のフォルダにコピーし、「圧縮」された偽ファイルに置き換えただけであり、「解凍」のときは別のフォルダにコピーした入力データを元に戻しただけである。
可逆圧縮アルゴリズムのベンチマークにはカルガリーコーパスが広く使われている。サイズ、速度、メモリ使用量がトレードオフの関係にあり、たとえばデータ圧縮比が高いアルゴリズムはメモリ使用量が多い場合が多い。